# Кучери (заповідне урочище)
Кучери — заповідне урочище місцевого значення. Об'єкт розташований на території Новоархангельського району Кіровоградської області, поблизу смт Новоархангельськ.
Площа — 21 га, статус отриманий у 2001 році.